# Вежа Набемба
Вежа Набемба, також відома як Вежа Ельф — офісна висотна будівля у Браззавілі, Республіка Конго, що стоїть прямо на річці Конго на півдні міста. Маючи 106 метрів і 30 поверхів це найвища будівля в республіці. Названа на честь гори Набемба, найвищої гори в країні Для будівництва вежі гроші було позичено у французької компанії Elf Aquitaine..
Вежу спроєктував Жан Марі Лєгранд і побудували її між 1983 і 1986. В ній розташовані різноманітні міністерства і благодійні організації, наприклад UNESCO. Вежу Набемба відкрив президент Дені Сассу-Нгессо 3 лютого 1990.

## Критика
Вежа Набемба сильно постраждала в 1997 році під час другої громадянської війни в Республіці Конго. Коли президент Дені Сассу-Нгессо повернув владу, однак, будівлю було перебудовано за захмарну суму в £16,000,000. Це більше ніж її початкова вартість. Elf Aquitaine оплатила роботи, які організовував стартап на чолі з двома братами французами без будь-якої кваліфікації ані в керівництві компаніями, ані в техніці будівництва, інженерії чи в архітектурі.
Щорічно лише на підтримку будівлі уходить £3,000,000, значна сума для все ще порівняно бідної країни.